# Platymantis acrochordus
Platymantis acrochordus är en groddjursart som först beskrevs av Brown 1965.  Platymantis acrochordus ingår i släktet Platymantis och familjen Ceratobatrachidae. IUCN kategoriserar arten globalt som otillräckligt studerad. Inga underarter finns listade i Catalogue of Life.